# Verwaltungsgliederung Berlins
Die heutige Verwaltungsgliederung Berlins besteht seit dem 1. Januar 2001, als Berlin durch eine Verwaltungsreform in zwölf Bezirke aufgeteilt wurde, die die Funktion von Verwaltungsbezirken haben und den unteren Teil der zweistufigen öffentlichen Verwaltung bilden.
Gemäß Artikel 66 Absatz 2 der Verfassung von Berlin erfüllen die Bezirke ihre Aufgaben nach den Grundsätzen der Selbstverwaltung. Die Bezirksverwaltungen sind vorrangig für Angelegenheiten vor Ort in den Bezirken zuständig, etwa die Kultur, die Grünflächen oder die Schulen betreffend. Die Bezirke sind in 97 Ortsteile untergliedert.

## Allgemeines
Die bezirkliche Selbstverwaltung hat Verfassungsrang (Artikel 68–77 der Verfassung von Berlin). Sie ist in zwei Verwaltungsorgane gegliedert, die Bezirksverordnetenversammlung (BVV) und das Bezirksamt (BA). Die BVV ist als direkt von den Einwohnern des Bezirks gewählte Vertretung (Volksvertretung) der parlamentarische Teil, das Bezirksamt führt die Verwaltung. Jedes Bezirksamt besteht aus dem Bezirksbürgermeister (hauptamtlich, besoldet nach der Besoldungsgruppe B 6 der Landesbesoldungsordnung) und fünf Bezirksstadträten (besoldet nach der Besoldungsgruppe B 4). Die Bezirke von Berlin sind nur von der Einwohnerzahl in etwa mit Landkreisen zu vergleichen. Da das Land Berlin als Stadtstaat eine Einheitsgemeinde ist, gibt es die Verwaltungsebene des Kreises in Berlin nicht. Die Bezirke sind keine eigenständigen Gebietskörperschaften mit eigener Rechtspersönlichkeit – sie haben nicht einmal den Status einer Kommune. Vielmehr handelt es sich um „Selbstverwaltungseinheiten Berlins ohne Rechtspersönlichkeit“ (§ 2 Abs. 1 Bezirksverwaltungsgesetz).
Mit dem 8. Gesetz zur Änderung des Bezirksverwaltungsgesetzes vom 22. Oktober 2008, das mit Beginn der 17. Wahlperiode in Kraft trat, erfolgte eine einheitliche Gliederung aller Bezirksämter in gleiche Strukturen der Fachämter. Dabei wurden diverse alte Fachämter zu größeren Organisationseinheiten zusammengefasst; es sollte dann nur noch zehn Fachämter je Bezirksverwaltung geben.
Neben der Einteilung in Ortsteile besteht eine kleinräumige Gliederung der Berliner Bezirke in 195 Statistische Gebiete, die mit dreistelligen Ziffern gekennzeichnet sind. Ein solches Statistisches Gebiet ist zum Beispiel das Bayerische Viertel in Schöneberg, in dem die Straßen vor allem nach Städten in Bayern benannt sind. Die Statistischen Gebiete entsprechen annähernd den Ortslagen oder den Wohngebieten (Kiez). Sie können über Ortsteilgrenzen hinwegreichen; in solchen Fällen ist eine eindeutige Zuordnung eines Statistischen Gebiets zu einem bestimmten Ortsteil nicht möglich. So liegt zum Beispiel das Statistische Gebiet Rudow teilweise im Ortsteil Rudow und teilweise im Ortsteil Gropiusstadt.

## Bezirke
Bis zum Jahr 2000 gab es in Berlin 23 Bezirke. Im Zuge der letzten Verwaltungsreform (Bezirksgebietsreform) im Jahr 2001 wurde die Zahl durch Fusion von jeweils zwei oder drei Bezirken auf zwölf reduziert. Von den Bezirksfusionen ausgenommen waren die Bezirke Spandau, Reinickendorf und Neukölln, die bereits über 200.000 Einwohner zählten.
| Nr. | Bezirk                     | Ortsteile | Fläche in km² | Einwohner (31. Dezember 2024) | Einwohner pro km² (31. Dezember 2024) | Bezirksbürgermeister          | Karte |
| --- | -------------------------- | --- | ------------- | ----------------------------- | ------------------------------------- | ----------------------------- | ----- |
| 1   | Mitte                      | 0101 Mitte 0102 Moabit 0103 Hansaviertel 0104 Tiergarten 0105 Wedding 0106 Gesundbrunnen | 039,47        | 364.530                       | 09.236                                | Stefanie Remlinger (Grüne)    | Lage  |
| 2   | Friedrichshain-Kreuzberg   | 0201 Friedrichshain 0202 Kreuzberg | 020,16        | 266.583                       | 13.223                                | Clara Herrmann (Grüne)        | Lage  |
| 3   | Pankow                     | 0301 Prenzlauer Berg 0302 Weißensee 0303 Blankenburg 0304 Heinersdorf 0305 Karow 0306 Stadtrandsiedlung Malchow 0307 Pankow 0308 Blankenfelde 0309 Buch 0310 Französisch Buchholz 0311 Niederschönhausen 0312 Rosenthal 0313 Wilhelmsruh                           | 103,01        | 409.453                       | 03.975                                | Cordelia Koch (Grüne)         | Lage  |
| 4   | Charlottenburg-Wilmersdorf | 0401 Charlottenburg 0402 Wilmersdorf 0403 Schmargendorf 0404 Grunewald 0405 Westend 0406 Charlottenburg-Nord 0407 Halensee | 064,72        | 323.507                       | 04.999                                | Kirstin Bauch (Grüne)         | Lage  |
| 5   | Spandau                    | 0501 Spandau 0502 Haselhorst 0503 Siemensstadt 0504 Staaken 0505 Gatow 0506 Kladow 0507 Hakenfelde 0508 Falkenhagener Feld 0509 Wilhelmstadt | 091,91        | 246.257                       | 02.679                                | Frank Bewig (CDU)             | Lage  |
| 6   | Steglitz-Zehlendorf        | 0601 Steglitz 0602 Lichterfelde 0603 Lankwitz 0604 Zehlendorf 0605 Dahlem 0606 Nikolassee 0607 Wannsee 0608 Schlachtensee | 102,50        | 295.786                       | 02.886                                | Maren Schellenberg (Grüne)    | Lage  |
| 7   | Tempelhof-Schöneberg       | 0701 Schöneberg 0702 Friedenau 0703 Tempelhof 0704 Mariendorf 0705 Marienfelde 0706 Lichtenrade | 053,09        | 337.361                       | 06.355                                | Jörn Oltmann (Grüne)          | Lage  |
| 8   | Neukölln                   | 0801 Neukölln 0802 Britz 0803 Buckow 0804 Rudow 0805 Gropiusstadt | 044,93        | 307.113                       | 06.835                                | Martin Hikel (SPD)            | Lage  |
| 9   | Treptow-Köpenick           | 0901 Alt-Treptow 0902 Plänterwald 0903 Baumschulenweg 0904 Johannisthal 0905 Niederschöneweide 0906 Altglienicke 0907 Adlershof 0908 Bohnsdorf 0909 Oberschöneweide 0910 Köpenick 0911 Friedrichshagen 0912 Rahnsdorf 0913 Grünau 0914 Müggelheim 0915 Schmöckwitz | 168,42        | 288.802                       | 01.715                                | Oliver Igel (SPD)             | Lage  |
| 10  | Marzahn-Hellersdorf        | 1001 Marzahn 1002 Biesdorf 1003 Kaulsdorf 1004 Mahlsdorf 1005 Hellersdorf | 061,74        | 282.847                       | 04.581                                | Nadja Zivkovic (CDU)          | Lage  |
| 11  | Lichtenberg                | 1101 Friedrichsfelde 1102 Karlshorst 1103 Lichtenberg 1104 Falkenberg 1106 Malchow 1107 Wartenberg 1109 Neu-Hohenschönhausen 1110 Alt-Hohenschönhausen 1111 Fennpfuhl 1112 Rummelsburg                                                                             | 052,29        | 302.726                       | 05.789                                | Martin Schaefer (CDU)         | Lage  |
| 12  | Reinickendorf              | 1201 Reinickendorf 1202 Tegel 1203 Konradshöhe 1204 Heiligensee 1205 Frohnau 1206 Hermsdorf 1207 Waidmannslust 1208 Lübars 1209 Wittenau 1210 Märkisches Viertel 1211 Borsigwalde                                                                                  | 089,46        | 260.300                       | 02.910                                | Emine Demirbüken-Wegner (CDU) | Lage  |

## Ortsteile
Die Untergliederung der Verwaltungsbezirke in Ortsteile beruht auf dem Groß-Berlin-Gesetz von 1920:

„Durch übereinstimmenden Beschluß der Bezirksversammlung und des Bezirksamts kann mit Genehmigung des Magistrats ein Verwaltungsbezirk in Ortsbezirke (§ 60 der Städteordnung) eingeteilt werden.“

Nach diesem Gesetz wurden die vorherigen Land- und Stadtgemeinden zu Ortsteilen. Sofern Altgemeinden durch die neuen Bezirksgrenzen geteilt wurden, entstanden aus den einzelnen Teilen jeweils eigene Ortsteile. Der Bezirk Charlottenburg blieb ohne Untergliederung in Ortsteile, und der Bezirk Friedrichshain setzte sich aus einem Teil der alten Stadt Berlin und der ehemaligen Gemeinde Stralau zusammen. Diese Ortsteile haben jedoch weder eine eigene Verwaltung, noch eine offizielle Vertretung.
Durch die Verfassung von Berlin wurde hieran 1950 die Terminologie geändert: Bezirksverordnetenversammlung (statt ‚Bezirksversammlung‘); Senat (statt ‚Magistrat‘) und Ortsteile (statt Ortsbezirke). Die Berliner Statistik richtet sich in ihren Angaben über Ortsteile nach den Vorgaben der Bezirke.
Im Laufe der Jahre ergaben sich immer wieder Änderungen an den Ortsteilgrenzen, kleinere Ortsteile wurden aufgelöst und neuentstandene Siedlungen aus bestehenden Ortsteilen herausgelöst. Größere Änderungen gab es im Rahmen der Bezirksreform 1938, Anfang der 1950er Jahre sowie in Folge der Verwaltungsreform von 2001.
In Ost-Berlin wurden ab 1965 keine Ortsteile mehr ausgewiesen, bei der Bildung der neuen Stadtbezirke ab 1979 wurde auch keine Rücksicht auf die früheren Ortsteilgrenzen genommen. Erst nach der Wiedervereinigung wurden die alten Ortsteile – angepasst an die geänderten Bezirksgrenzen – wieder eingerichtet. Dabei kam es zu der besonderen Situation, dass es den Ortsteil Malchow zweifach gab – im Bezirk Hohenschönhausen und im Bezirk Weißensee. Letzterer wurde dann 2001 in Stadtrandsiedlung Malchow umbenannt.
In den 1920 festgelegten Ortsteilen spiegelte sich im Wesentlichen die im Mittelalter entstandene Siedlungsstruktur der Dörfer wider. Mehrere der Änderungen seit 2001 reagieren pragmatisch auf den massenhaften Bau neuer Wohnungen im Rahmen von Hochhaussiedlungen zwischen 1961 und 1989. Dies betrifft in West-Berlin neben dem Hansaviertel (1960) die Gropiusstadt und das Märkische Viertel. Die umfangreichere Neubautätigkeit in Ost-Berlin hatte dagegen schon ab den späten 1970er Jahren zu Bezirksneubildungen geführt (Marzahn, Hellersdorf, Hohenschönhausen). Zuletzt wurden Borsigwalde (2012) und Schlachtensee (2020), durch Herauslösung aus Wittenau bzw. Nikolassee und Zehlendorf, zu eigenständigen Berliner Ortsteilen erhoben.
| Nr.  | Ortsteil                  | Bezirk                     | Fläche (km²) | Einwohner (31. Dezember 2024) | Einwohner pro km² |
| ---- | ------------------------- | -------------------------- | ------------ | ----------------------------- | ----------------- |
| 0101 | Mitte                     | Mitte                      | 10,70        | 108.254                       | 10.117            |
| 0102 | Moabit                    | Mitte                      | 7,72         | 84.490                        | 10.944            |
| 0103 | Hansaviertel              | Mitte                      | 0,53         | 6.170                         | 11.642            |
| 0104 | Tiergarten                | Mitte                      | 5,17         | 16.162                        | 3126              |
| 0105 | Wedding                   | Mitte                      | 9,23         | 86.796                        | 9404              |
| 0106 | Gesundbrunnen             | Mitte                      | 6,13         | 95.132                        | 15.519            |
| 0201 | Friedrichshain            | Friedrichshain-Kreuzberg   | 9,78         | 141.206                       | 14.438            |
| 0202 | Kreuzberg                 | Friedrichshain-Kreuzberg   | 10,40        | 151.418                       | 14.559            |
| 0301 | Prenzlauer Berg           | Pankow                     | 11,00        | 169.882                       | 15.444            |
| 0302 | Weißensee                 | Pankow                     | 7,93         | 57.552                        | 7258              |
| 0303 | Blankenburg               | Pankow                     | 6,03         | 6.921                         | 1148              |
| 0304 | Heinersdorf               | Pankow                     | 3,95         | 9.557                         | 2419              |
| 0305 | Karow                     | Pankow                     | 6,65         | 20.185                        | 3035              |
| 0306 | Stadtrandsiedlung Malchow | Pankow                     | 5,68         | 1.088                         | 192               |
| 0307 | Pankow                    | Pankow                     | 5,66         | 68.684                        | 12.135            |
| 0308 | Blankenfelde              | Pankow                     | 13,40        | 2.423                         | 181               |
| 0309 | Buch                      | Pankow                     | 18,20        | 17.451                        | 959               |
| 0310 | Französisch Buchholz      | Pankow                     | 12,00        | 21.823                        | 1819              |
| 0311 | Niederschönhausen         | Pankow                     | 6,49         | 33.324                        | 5135              |
| 0312 | Rosenthal                 | Pankow                     | 4,90         | 10.107                        | 2063              |
| 0313 | Wilhelmsruh               | Pankow                     | 1,37         | 8.279                         | 6043              |
| 0401 | Charlottenburg            | Charlottenburg-Wilmersdorf | 10,60        | 130.564                       | 12.317            |
| 0402 | Wilmersdorf               | Charlottenburg-Wilmersdorf | 7,16         | 101.220                       | 14.137            |
| 0403 | Schmargendorf             | Charlottenburg-Wilmersdorf | 3,59         | 24.132                        | 6722              |
| 0404 | Grunewald                 | Charlottenburg-Wilmersdorf | 22,30        | 11.154                        | 500               |
| 0405 | Westend                   | Charlottenburg-Wilmersdorf | 13,50        | 41.046                        | 3040              |
| 0406 | Charlottenburg-Nord       | Charlottenburg-Wilmersdorf | 6,20         | 19.665                        | 3172              |
| 0407 | Halensee                  | Charlottenburg-Wilmersdorf | 1,27         | 15.719                        | 12.377            |
| 0501 | Spandau                   | Spandau                    | 8,03         | 42.353                        | 5274              |
| 0502 | Haselhorst                | Spandau                    | 4,73         | 19.994                        | 4227              |
| 0503 | Siemensstadt              | Spandau                    | 5,66         | 13.438                        | 2374              |
| 0504 | Staaken                   | Spandau                    | 10,90        | 47.315                        | 4341              |
| 0505 | Gatow                     | Spandau                    | 10,10        | 3.530                         | 350               |
| 0506 | Kladow                    | Spandau                    | 14,80        | 16.548                        | 1118              |
| 0507 | Hakenfelde                | Spandau                    | 20,40        | 34.927                        | 1712              |
| 0508 | Falkenhagener Feld        | Spandau                    | 6,88         | 39.922                        | 5803              |
| 0509 | Wilhelmstadt              | Spandau                    | 10,40        | 41.250                        | 3966              |
| 0601 | Steglitz                  | Steglitz-Zehlendorf        | 6,79         | 76.247                        | 11.229            |
| 0602 | Lichterfelde              | Steglitz-Zehlendorf        | 18,20        | 85.445                        | 4695              |
| 0603 | Lankwitz                  | Steglitz-Zehlendorf        | 6,99         | 44.698                        | 6395              |
| 0604 | Zehlendorf                | Steglitz-Zehlendorf        | < 18,80      | 54.745                        | 2912              |
| 0605 | Dahlem                    | Steglitz-Zehlendorf        | 8,39         | 16.726                        | 1994              |
| 0606 | Nikolassee                | Steglitz-Zehlendorf        | < 19,60      | 11.641                        | 594               |
| 0607 | Wannsee                   | Steglitz-Zehlendorf        | 23,70        | 10.188                        | 430               |
| 0608 | Schlachtensee             | Steglitz-Zehlendorf        | 4,05         | 10.354                        | 2557              |
| 0701 | Schöneberg                | Tempelhof-Schöneberg       | 10,60        | 125.060                       | 11.798            |
| 0702 | Friedenau                 | Tempelhof-Schöneberg       | 1,65         | 29.406                        | 17.822            |
| 0703 | Tempelhof                 | Tempelhof-Schöneberg       | 12,20        | 63.580                        | 5211              |
| 0704 | Mariendorf                | Tempelhof-Schöneberg       | 9,38         | 53.758                        | 5731              |
| 0705 | Marienfelde               | Tempelhof-Schöneberg       | 9,15         | 32.365                        | 3537              |
| 0706 | Lichtenrade               | Tempelhof-Schöneberg       | 10,10        | 52.790                        | 5227              |
| 0801 | Neukölln                  | Neukölln                   | 11,70        | 162.548                       | 13.893            |
| 0802 | Britz                     | Neukölln                   | 12,40        | 44.012                        | 3549              |
| 0803 | Buckow                    | Neukölln                   | 6,35         | 41.099                        | 6472              |
| 0804 | Rudow                     | Neukölln                   | 11,80        | 42.818                        | 3629              |
| 0805 | Gropiusstadt              | Neukölln                   | 2,66         | 39.011                        | 14.666            |
| 0901 | Alt-Treptow               | Treptow-Köpenick           | 2,31         | 13.453                        | 5824              |
| 0902 | Plänterwald               | Treptow-Köpenick           | 3,01         | 11.753                        | 3905              |
| 0903 | Baumschulenweg            | Treptow-Köpenick           | 4,82         | 19.404                        | 4026              |
| 0904 | Johannisthal              | Treptow-Köpenick           | 6,54         | 21.636                        | 3308              |
| 0905 | Niederschöneweide         | Treptow-Köpenick           | 3,49         | 14.508                        | 4157              |
| 0906 | Altglienicke              | Treptow-Köpenick           | 7,89         | 33.159                        | 4203              |
| 0907 | Adlershof                 | Treptow-Köpenick           | 6,11         | 22.417                        | 3669              |
| 0908 | Bohnsdorf                 | Treptow-Köpenick           | 6,52         | 13.780                        | 2113              |
| 0909 | Oberschöneweide           | Treptow-Köpenick           | 6,18         | 25.664                        | 4153              |
| 0910 | Köpenick                  | Treptow-Köpenick           | 34,90        | 71.366                        | 2045              |
| 0911 | Friedrichshagen           | Treptow-Köpenick           | 14,00        | 19.036                        | 1360              |
| 0912 | Rahnsdorf                 | Treptow-Köpenick           | 21,50        | 11.138                        | 518               |
| 0913 | Grünau                    | Treptow-Köpenick           | 9,13         | 8.376                         | 917               |
| 0914 | Müggelheim                | Treptow-Köpenick           | 22,20        | 7.059                         | 318               |
| 0915 | Schmöckwitz               | Treptow-Köpenick           | 17,10        | 4.487                         | 262               |
| 1001 | Marzahn                   | Marzahn-Hellersdorf        | 19,50        | 119.584                       | 6133              |
| 1002 | Biesdorf                  | Marzahn-Hellersdorf        | 12,40        | 30.959                        | 2497              |
| 1003 | Kaulsdorf                 | Marzahn-Hellersdorf        | 8,81         | 19.683                        | 2234              |
| 1004 | Mahlsdorf                 | Marzahn-Hellersdorf        | 12,90        | 30.353                        | 2353              |
| 1005 | Hellersdorf               | Marzahn-Hellersdorf        | 8,10         | 93.512                        | 11.545            |
| 1101 | Friedrichsfelde           | Lichtenberg                | 5,55         | 58.098                        | 10.468            |
| 1102 | Karlshorst                | Lichtenberg                | 6,60         | 31.890                        | 4832              |
| 1103 | Lichtenberg               | Lichtenberg                | 7,22         | 44.837                        | 6210              |
| 1104 | Falkenberg                | Lichtenberg                | 3,06         | 3.095                         | 1011              |
| 1106 | Malchow                   | Lichtenberg                | 1,54         | 612                           | 397               |
| 1107 | Wartenberg                | Lichtenberg                | 6,92         | 2.669                         | 386               |
| 1109 | Neu-Hohenschönhausen      | Lichtenberg                | 5,16         | 59.200                        | 11.473            |
| 1110 | Alt-Hohenschönhausen      | Lichtenberg                | 9,33         | 53.086                        | 5690              |
| 1111 | Fennpfuhl                 | Lichtenberg                | 2,12         | 34.484                        | 16.266            |
| 1112 | Rummelsburg               | Lichtenberg                | 4,52         | 27.577                        | 6101              |
| 1201 | Reinickendorf             | Reinickendorf              | 10,50        | 85.618                        | 8154              |
| 1202 | Tegel                     | Reinickendorf              | 33,70        | 41.277                        | 1225              |
| 1203 | Konradshöhe               | Reinickendorf              | 2,20         | 6.113                         | 2779              |
| 1204 | Heiligensee               | Reinickendorf              | 10,70        | 18.006                        | 1683              |
| 1205 | Frohnau                   | Reinickendorf              | 7,80         | 16.371                        | 2099              |
| 1206 | Hermsdorf                 | Reinickendorf              | 6,10         | 16.607                        | 2722              |
| 1207 | Waidmannslust             | Reinickendorf              | 2,30         | 11.408                        | 4960              |
| 1208 | Lübars                    | Reinickendorf              | 5,00         | 5.104                         | 1021              |
| 1209 | Wittenau                  | Reinickendorf              | 5,90         | 25.239                        | 4278              |
| 1210 | Märkisches Viertel        | Reinickendorf              | 3,20         | 41.254                        | 12.892            |
| 1211 | Borsigwalde               | Reinickendorf              | 2,00         | 7.101                         | 3551              |

## Geschichte der Stadtgliederung von Berlin

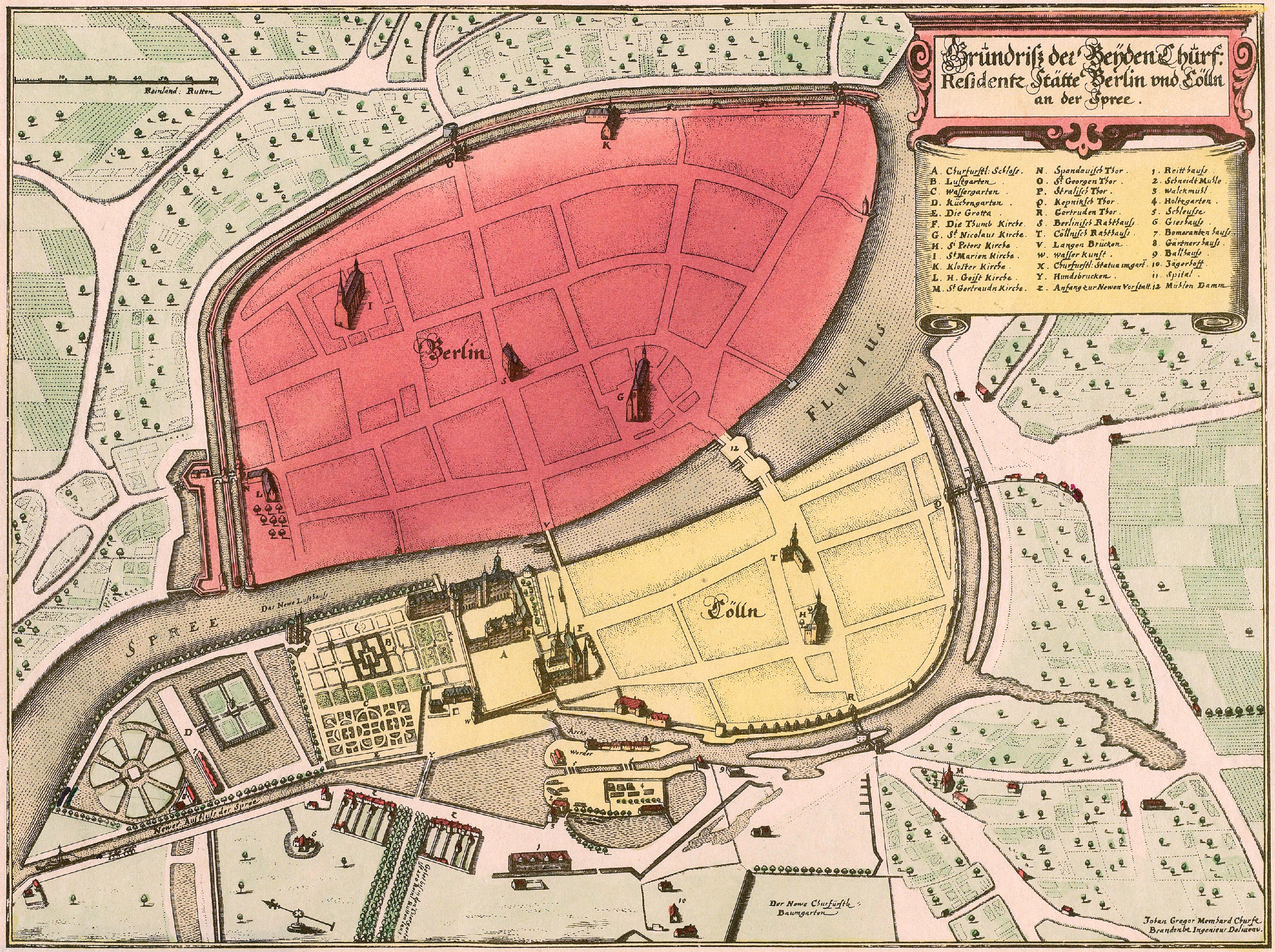
Berlin und Kölln auf dem Memhardt-Plan (Nordosten oben)

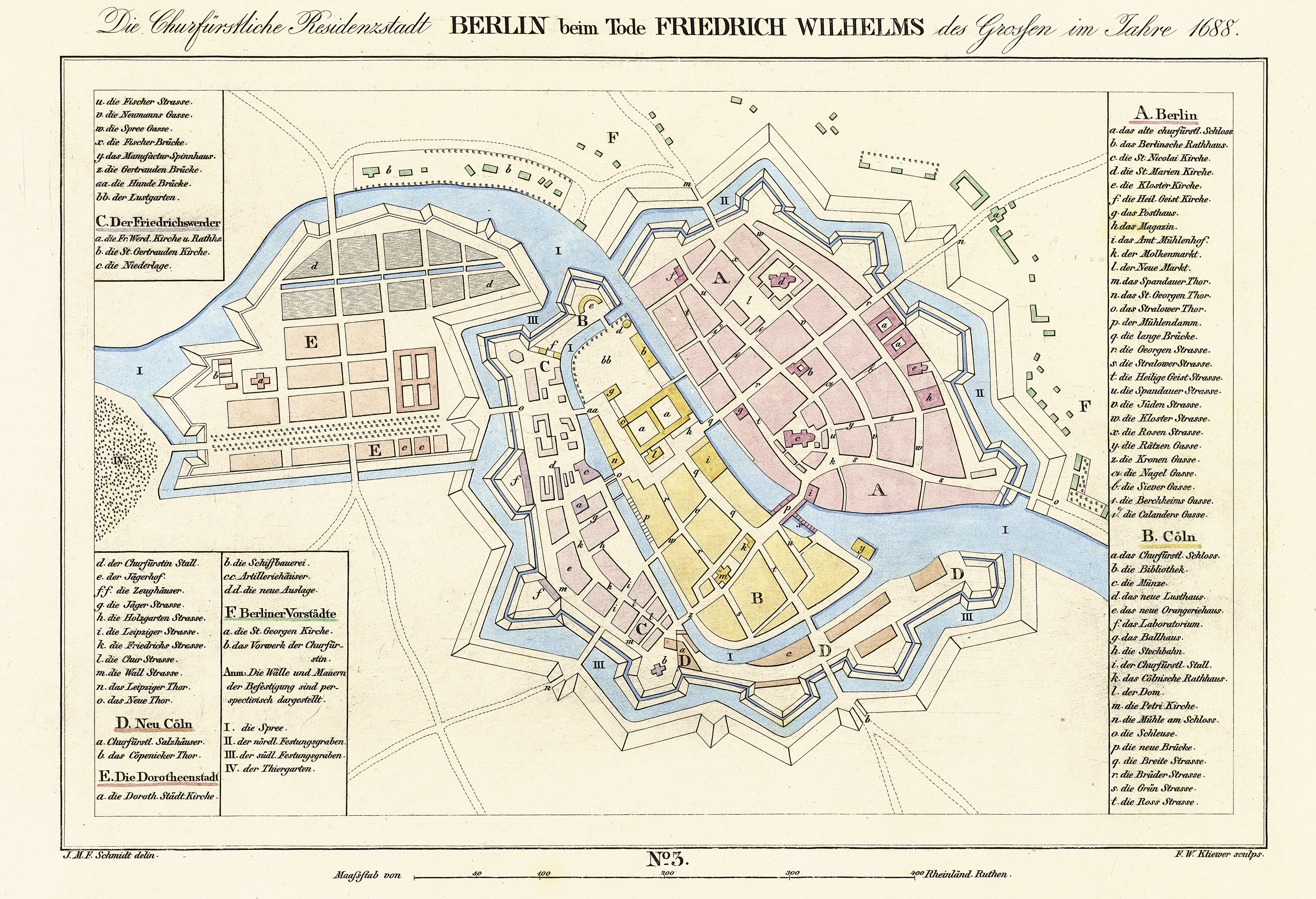
Die Festung Berlin mit der westlich vorgelagerten Dorotheenstadt um 1688

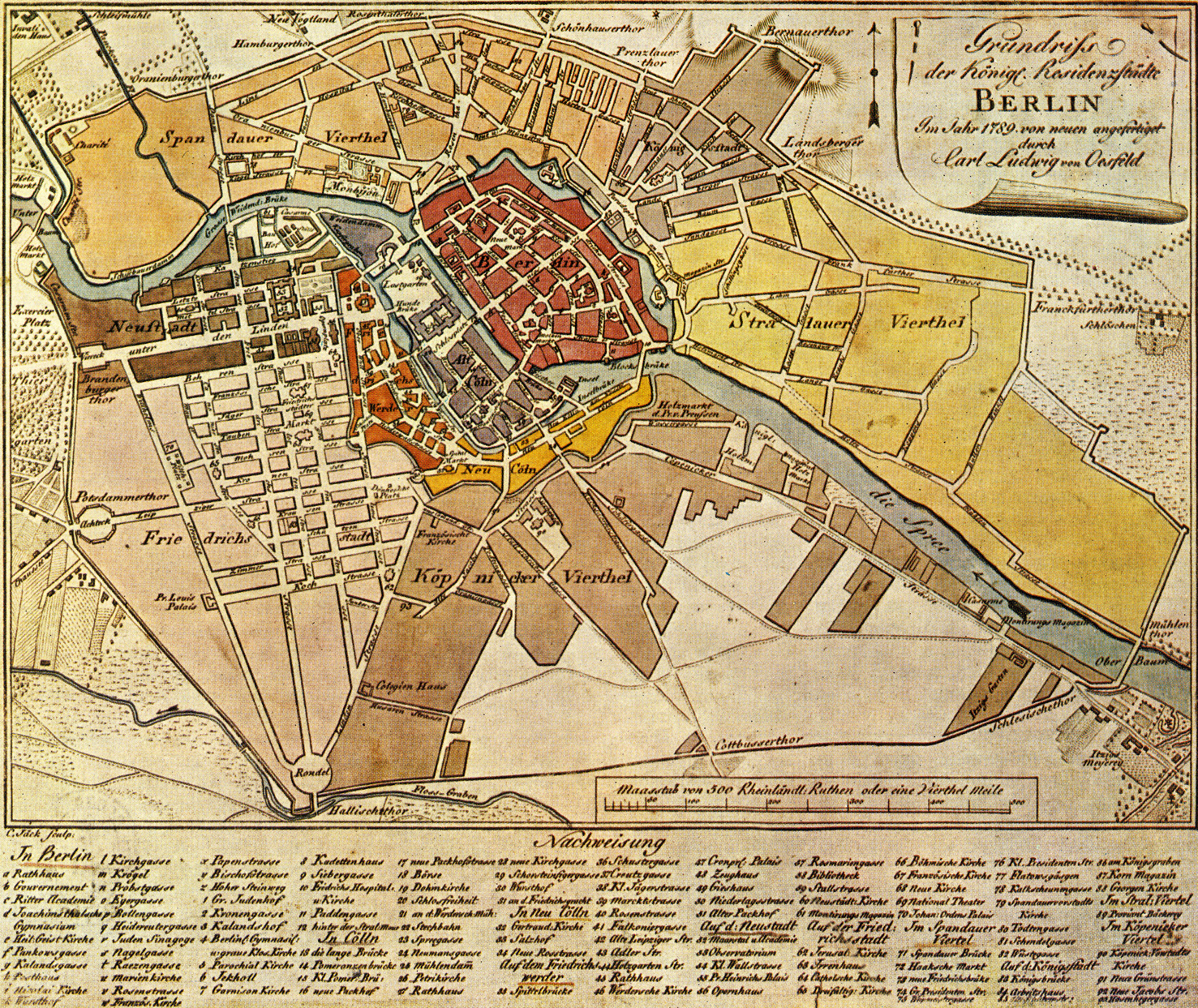
Die zehn Stadtteile Berlins im 18. Jahrhundert

### Die Anfänge
Im 13. Jahrhundert erhielten sowohl Berlin als auch Kölln das Stadtrecht. Bereits 1307 wurde ein gemeinsamer Magistrat der beiden Städte gebildet, die auch von einer gemeinsamen Stadtmauer umfasst wurden. Kurfürst Friedrich II. erwirkte aus machtpolitischen Gründen 1442 die erneute Trennung von Berlin und Kölln in zwei eigenständige Städte. Aufgrund der Erfahrungen aus dem Dreißigjährigen Krieg ließ der Große Kurfürst Friedrich Wilhelm von 1658 bis 1683 eine große Festungsanlage errichten, die neben Berlin und Kölln auch die Vorstädte Friedrichswerder im Westen und Neu-Kölln im Süden einschloss. Friedrichswerder erhielt einen eigenen Magistrat, während Neu-Kölln von Kölln verwaltet wurde.

### Berlin im 18. Jahrhundert
Der Festungsbau erwies sich schon zum Zeitpunkt seiner Fertigstellung als überholt, denn außerhalb der Wallanlagen waren bereits weitere neue Vorstädte entstanden. Im Jahr 1710 wurden die bis dahin formal selbstständigen Städte Berlin, Kölln (mit Neu-Kölln), Friedrichswerder, Dorotheenstadt und Friedrichstadt zur Königlichen Haupt- und Residenzstadt Berlin vereinigt. Zusammen mit den durch die Zoll- und Akzisemauer einbezogenen weiteren ehemaligen Vorstädten bestand Berlin im 18. Jahrhundert aus insgesamt zehn Stadtteilen:
- Berlin
- Kölln
- Friedrichswerder (1662 gegründet)
- Neu-Kölln (ab 1681 planmäßig bebaut)
- Dorotheenstadt (1674 als Neustadt gegründet, ab 1681 Dorotheenstadt)
- Friedrichstadt (1691 gegründet)
- Spandauer Viertel (bis 1701 Spandauer Vorstadt)
- Königsstadt (bis 1701 Georgenvorstadt)
- Stralauer Viertel (bis 1701 Stralauer Vorstadt)
- Köpenicker Viertel (bis 1701 Köpenicker Vorstadt, ab 1801 Luisenstadt)

### Kommunale Gliederung im 19. Jahrhundert
Die Einführung der Preußischen Städteordnung im Rahmen der Stein-Hardenbergschen Reformen brachte einschneidende Neuerungen für die kommunale Verwaltungsstruktur von Berlin. Die neue Städteordnung sah vor, größere Städte in Bezirke von mehreren Tausend Einwohnern zu gliedern. Berlin wurde zunächst in hundert Bezirke eingeteilt, die anfänglich auch eigene Namen besaßen; so gab es zum Beispiel den Hallesche-Thor-Bezirk, den Spittelmarkt-Bezirk und den Monbijou-Bezirk.
Die Zahl der Bezirke erhöhte sich im Laufe der Zeit entsprechend dem Bevölkerungswachstum. Nach der Stadterweiterung von 1861 existierten 270 Bezirke, die keine Namen mehr besaßen, sondern nur noch fortlaufend nummeriert waren. 1884 erfolgte eine Neueinteilung in 326 Bezirke, deren Zahl sich bis zur Bildung von Groß-Berlin im Jahr 1920 auf 328 erhöhte.
Die Bezirke waren zu Stadtteilen zusammengefasst, wobei es auf der Ebene der Stadtteile allerdings keine bedeutenden kommunalen Institutionen gab. Zu den alten zehn Stadtteilen kamen im Verlauf des 19. Jahrhunderts weitere hinzu. Die Friedrich-Wilhelm-Stadt wurde 1828 von der Spandauer Vorstadt abgetrennt und bildete seitdem einen eigenen Stadtteil. Auf dem Gebiet der Stadterweiterungen von 1829 bis 1841 entstanden im Norden die Rosenthaler und die Oranienburger Vorstadt sowie im Südwesten die Friedrichsvorstadt.
1861 wurde mit der Eingemeindung des Weddings, von Gesundbrunnen und Moabit sowie der Tempelhofer und der Schöneberger Vorstadt die bis dahin umfangreichste Stadterweiterung vorgenommen. Auf einen Teil der eingemeindeten Flächen dehnten sich auch bereits existierende Stadtteile aus; so wuchsen die Luisenstadt, die Königsstadt und die Stralauer Vorstadt über ihre alten Außengrenzen hinaus. Die letzten Eingemeindungen vor der Bildung von Groß-Berlin umfassten den Großen Tiergarten 1881, das Gelände des Zentralviehhofs 1878 sowie Teile des Gutsbezirks Plötzensee und die Rehberge, die 1915 eingemeindet wurden.
Bis 1920 existierten folgende 21 historische Stadtteile
- [I] 0000Berlin (Schreibweise auch: Alt-Berlin)
- [II]0000Alt-Kölln
- [III] 000Friedrichswerder
- [IV] 000Dorotheenstadt
- [V]0000Friedrichstadt
- [VI] 000Untere Friedrichsvorstadt
- [VII] 00 Schöneberger Vorstadt
- [VIII] 00Obere Friedrichsvorstadt
- [IX] 000Tempelhofer Vorstadt
- [X] 000 Luisenstadt jenseits des Kanals
- [XI]000 Luisenstadt diesseits des Kanals
- [XII] 00 Neu-Kölln
- [XIII] 00Stralauer Viertel
- [XIV] 00Königsviertel
- [XV] 00 Spandauer Viertel
- [XVI] 00Rosenthaler Vorstadt
- [XVII]00Oranienburger Vorstadt
- [XVIII] 0Friedrich-Wilhelm-Stadt
- [XIX] 00Tiergarten
- [XX] 00 Moabit
- [XXI] 00Wedding und Gesundbrunnen

### Bildung von Groß-Berlin
Bei der Bildung von Groß-Berlin durch das Groß-Berlin-Gesetz vom 27. April 1920 wurden sieben umliegende selbstständige Städte sowie 59 Landgemeinden und 27 Gutsbezirke aus den Landkreisen Niederbarnim, Teltow und Osthavelland in die Stadt Groß-Berlin eingemeindet. Mit dem Inkrafttreten des Gesetzes am 1. Oktober 1920 wurde das neue Stadtgebiet in 20 Verwaltungsbezirke (umgangssprachlich: „Bezirke“) eingeteilt. Das bisherige Berliner Stadtgebiet einschließlich des Gutsbezirks Schloß sowie der Landgemeinde Stralau wurde in sechs Bezirke geteilt (*). Weitere vierzehn Bezirke (**) entstanden aus Zusammenfassungen der eingemeindeten Städte, Landgemeinden und Gutsbezirke. Diese Bezirke erhielten ihren Namen von der gemessen an der Einwohnerzahl jeweils größten eingemeindeten Stadt oder Landgemeinde. Bis auf fünf der sechs Innenstadtbezirke und den Bezirk Charlottenburg wurden alle Bezirke amtlich in Ortsteile untergliedert, wobei die Ortsteile in den meisten Fällen den eingemeindeten Städten und Gemeinden entsprachen. Die Nummern 1–6 erhielten die sechs ursprünglichen Bezirke (1 = Mitte), die Außenbezirke wurden gegen den Uhrzeigersinn von 7 (Charlottenburg) bis 20 (Reinickendorf) nummeriert:
- 0[1] Mitte *
- 0[2] Tiergarten *
- 0[3] Wedding *
- 0[4] Prenzlauer Berg (bis 1921 Prenzlauer Tor) *
- 0[5] Friedrichshain (von 1933 bis 1945 Horst-Wessel-Stadt) *
- 0[6] Kreuzberg (bis 1921 Hallesches Tor) *
- 0[7] Charlottenburg **
- 0[8] Spandau **
- 0[9] Wilmersdorf **
- [10] Zehlendorf **
- [11] Schöneberg **
- [12] Steglitz **
- [13] Tempelhof **
- [14] Neukölln **
- [15] Treptow **
- [16] Köpenick **
- [17] Lichtenberg **
- [18] Weißensee **
- [19] Pankow **
- [20] Reinickendorf **

### Die Bezirksreform von 1938

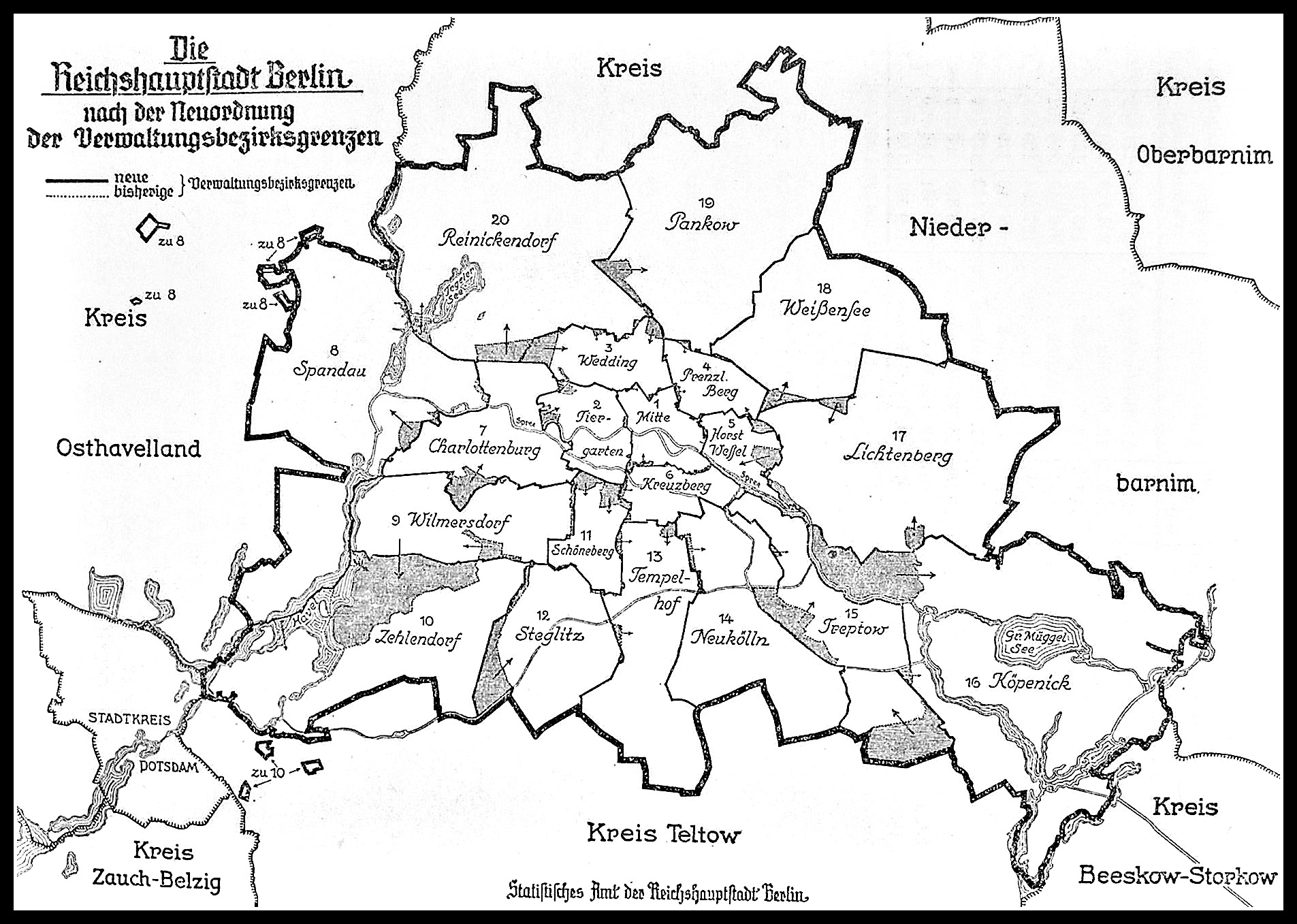
Grenzänderungen der Berliner Bezirke zum 1. April 1938

Mit Wirkung zum 1. April 1938 wurden zahlreiche Begradigungen der Bezirksgrenzen sowie einige größere Gebietsänderungen vorgenommen. Dabei kamen unter anderem
- die Siedlung Eichkamp vom Bezirk Wilmersdorf zum Bezirk Charlottenburg
- der westliche Teil von Ruhleben vom Bezirk Charlottenburg zum Bezirk Spandau
- der nördlich des Berlin-Spandauer Schifffahrtskanals gelegene Teil der Jungfernheide vom Bezirk Charlottenburg zu den Bezirken Reinickendorf und Wedding
- Martinikenfelde vom Bezirk Charlottenburg zum Bezirk Tiergarten
- das Gebiet um den Wittenbergplatz und den Nollendorfplatz vom Bezirk Charlottenburg zum Bezirk Schöneberg
- das Gebiet südlich der Kurfürstenstraße vom Bezirk Tiergarten zum Bezirk Schöneberg
- ein großer Teil des Grunewalds vom Bezirk Wilmersdorf zum Bezirk Zehlendorf
- ein Teil von Dahlem vom Bezirk Zehlendorf zum Bezirk Wilmersdorf
- der östliche Rand des Bezirks Zehlendorf (in Dahlem nur ein schmaler Streifen, sich in Richtung Süden verbreiternd bis hin zu einem größeren Gebiet im Südosten) zum Bezirk Steglitz
- Späthsfelde vom Bezirk Neukölln zum Bezirk Treptow
- Bohnsdorf vom Bezirk Köpenick zum Bezirk Treptow
- Oberschöneweide und die Wuhlheide vom Bezirk Treptow zum Bezirk Köpenick
- die westlich der Ringbahn gelegenen Gebiete von Boxhagen-Rummelsburg und Friedrichsberg vom Bezirk Lichtenberg zum Bezirk Friedrichshain, damals Horst-Wessel-Stadt.
- Wilhelmsruh vom Bezirk Reinickendorf zum Bezirk Pankow
- das Gebiet um die Wollankstraße westlich der Berliner Nordbahn vom Bezirk Pankow zum Bezirk Wedding.

Bereits in den Jahren 1928 und 1937 war es zu Verschiebungen zwischen Schöneberg und Tempelhof gekommen.
Unmittelbar nach Ende des Zweiten Weltkriegs machte die sowjetische Militärverwaltung aus heute unbekannten Gründen Friedenau zwischen dem 29. April und dem 30. Juni 1945 zum 21. Bezirk mit Willy Pölchen (KPD) als Bezirksbürgermeister; danach wurde Friedenau wieder wie vorher ein Ortsteil von Schöneberg. Entsprechend bestand in der Zeit das Amtsgericht Friedenau.

### Zeit der Teilung Berlins

Die Viersektorenstadt, die Bezirksgrenzen im Ostsektor zeigen den Stand von 1986

Auf der Konferenz von Jalta hatten die Alliierten vereinbart, Berlin gemeinsam als ein getrennt von der umgebenden Sowjetischen Besatzungszone (SBZ) in vier Sektoren aufgeteiltes Gebiet (Viersektorenstadt) zu verwalten. Die Sektorengrenzen orientierten sich an den 1945 bestehenden Bezirksgrenzen. Nicht überbrückbare Differenzen der Westalliierten und der Sowjetunion führten 1948 zu einer Teilung der Stadt. Es entstanden die zwei getrennten Verwaltungen von Ost- und West-Berlin.
In Ost-Berlin trat 1952 an die Stelle der Bezeichnung „Bezirk“ der „Stadtbezirk“, um diese von den gleichzeitig geschaffenen „Bezirken“ in der DDR abzugrenzen.
Aufgrund der Errichtung großer Neubaugebiete im Osten der Stadt in den 1970er und 1980er Jahren wurden in Ost-Berlin über die durch das Groß-Berlin-Gesetz von 1920 festgelegte Zahl von 20 Bezirken hinaus drei neue geschaffen: Marzahn (1979 aus den Lichtenberger Ortsteilen Marzahn, Biesdorf, Kaulsdorf, Hellersdorf und Mahlsdorf), Hohenschönhausen (1985 aus Teilen Weißensees) und Hellersdorf (1986 aus Teilen Marzahns). Um die Eigenständigkeit und angemessene Größe von Weißensee als Bezirk zu erhalten, wurden bei der Abgliederung von Hohenschönhausen die Pankower Ortsteile (Heinersdorf, Blankenburg und Karow) zu Weißensee gegliedert.
Ost-Berlin
- [V] Stadtbezirk Friedrichshain

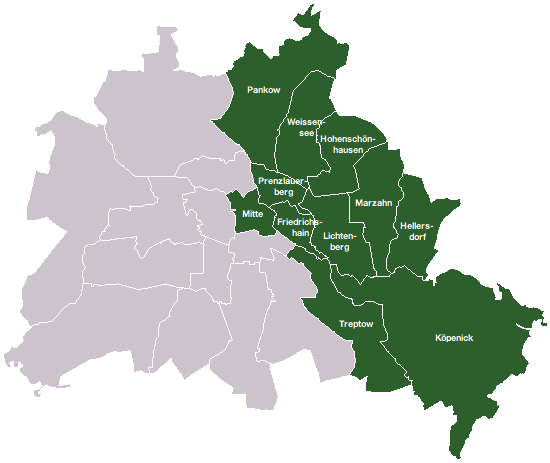
Ost-Berliner Stadtbezirke seit 1986

- [XXIII] Stadtbezirk Hellersdorf (ab 1986)
- [XXII] Stadtbezirk Hohenschönhausen (ab 1985)
- [XVI] Stadtbezirk Köpenick
- [XVII] Stadtbezirk Lichtenberg
- [XXI] Stadtbezirk Marzahn (ab 1979)
- [I] Stadtbezirk Mitte
- [XIX] Stadtbezirk Pankow
- [IV] Stadtbezirk Prenzlauer Berg
- [XV] Stadtbezirk Treptow
- [XVIII] Stadtbezirk Weißensee

West-Berlin
- [VII] Bezirk Charlottenburg
- [VI] Bezirk Kreuzberg
- [XIV] Bezirk Neukölln
- [XX] Bezirk Reinickendorf
- [XI] Bezirk Schöneberg
- [VIII] Bezirk Spandau
- [XII] Bezirk Steglitz
- [XIII] Bezirk Tempelhof
- [II] Bezirk Tiergarten
- [III] Bezirk Wedding
- [IX] Bezirk Wilmersdorf
- [X] Bezirk Zehlendorf

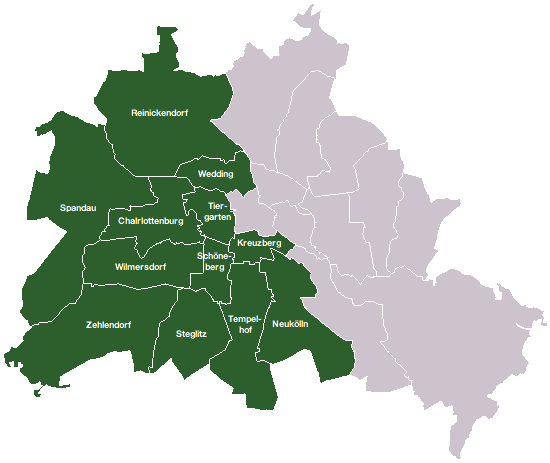
West-Berliner Bezirke

(in eckigen Klammern die Ordnungsnummern)

### Nach der Wiedervereinigung

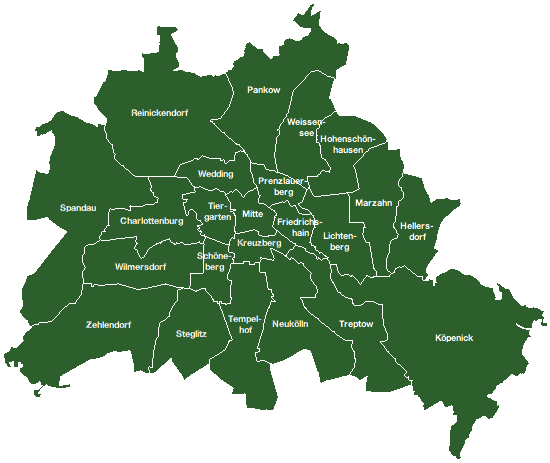
Aufteilung zwischen Wiedervereinigung (1990) und Bezirksreform (2000)

Nach der Wiedervereinigung Deutschlands und Berlins im Jahr 1990 wurden alle Bezirke zunächst unverändert weitergeführt und wieder durchgängig Bezirk genannt. Bis 2000 hatten die jetzt 23 Bezirke sehr unterschiedliche Größen und Einwohnerzahlen. Im Rahmen der Verwaltungsreform entstanden 2001 durch Zusammenlegungen von Bezirken zwölf neue Bezirke, die – ähnlich der Zählweise nach dem Groß-Berlin-Gesetz (siehe oben) – durch einen sogenannten Bezirksschlüssel nummeriert wurden. Meist wurden zwei vorher eigenständige Bezirke zu einem neuen Bezirk zusammengeschlossen, nur die Bezirke Neukölln, Reinickendorf und Spandau blieben unverändert. Die neu gegliederten Bezirke Pankow und Mitte entstanden aus jeweils drei vorherigen Bezirken. In den Bezirken Friedrichshain-Kreuzberg und Mitte wurden jeweils Bezirke des ehemaligen Ost- und West-Berlins zu neuen Bezirken fusioniert. Lange währte in manchen neuen Bezirken der Streit um den Bezirksnamen und das Bezirkswappen. Viele Namen öffentlicher Einrichtungen beziehen sich heute noch auf die Altbezirke. So befinden sich das Amtsgericht Tiergarten, das Stadtbad Tiergarten und das Amtsgericht Wedding im neufusionierten Bezirk Mitte, und zwar in den Ortsteilen Moabit und Gesundbrunnen. Auch die Verkehrsbeschilderung orientiert sich oft noch an den älteren, kleinteiligeren Bezirksnamen.

## Postleitzahlbereiche

Die Postleitzahlbereiche in Berlin

Die Postleitzahlen von Berlin nach Leitregionen sind:
- 10 – Postleitzahl Berlin Innenstadt
- 11 – Bundesinstitutionen (seit dem Teil-Regierungsumzug 1998) in Berlin
- 12 – Südliches und südöstliches Berlin
- 13 – Nördliches Berlin
- 14 – Südwestliches Berlin